# Епістоли Платона

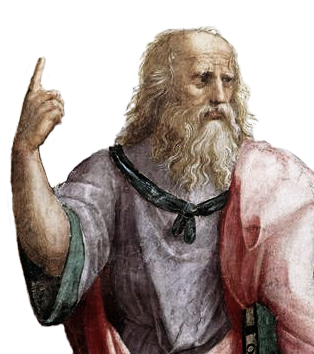
Платон з картини Рафаеля — «Афінська школа» (1509–1511)

Епістоли (Грецька: Ἐπιστολαί; Латинська: Epistolae, в перекладі означає послання) Платона —  серія із тринадцяти листів, які традиційно відносять до збірки Платона. Їх автентичність була предметом певних дискусій, а науковий консенсус з часом зміщався як в сторону за, так і проти, декілька разів. Вони були "загальноприйнятими і вважалися справжніми до сучасних часів";, але до початку дев'ятнадцятого століття, багато філологів (такий як Річард Бентлі, Крістоф Меінерс, і Фредерік Аст) вважали, що жоден із цих листів насправді не був написаний Платоном. Тепер кожний лист крім Першого мають своїх захисників автентичності. Дванадцятий лист також дуже широка кількість людей вважають підробкою, а П'ятий і Дев'ятий лист мають менше всього підтримки, ніж інші.
Епістоли здебільшого відносяться до часу життя Платона в Сиракузах і часи його впливу на політичних діячів Діона і Діонісія. Як правило, вони є біографічними, а не філософськими, хоча деякі, зокрема Сьомий лист, містить доктрини Платонівської філософії. Лише два, другий і сьомий лист, безпосередньо стосуються вчителя Платона - Сократа, що є головною фігурою його філософських діалогів.

## СтруктураЕпістолів
Нумерація листів склалася здебільшого із порядку розміщення їх в традиційних рукописах, і здається не має ніякого видимого принципу впорядкування.  L. A. Post, у своєму виданні Тринадцять Епістолів Платона, представили їх в тому порядку, в якому автор вважав їх було написано: Тринадцятий, Другий, Одинадцятий, Десятий, Четвертий, Третій, Сьомий, Восьмий і Шостий лист (чотири листа, які здебільшого вважають не справжніми розмішені в кінці після цих дев'яти).
Вважають, що ці Епістоли були адресовані ряду осіб. Чотири були адресовані Діонісію Молодшому (i, ii, iii, xiii), чотири його дядьку Діону та його однодумцям (iv, vii, viii, x), і п'ять — іншим різним особам (п'ятий лист адресовано Пердікка III Македонському; Шостий Гермію Антарейському, Ерасту і Кориску; десятий лист - Аристодору; Одинадцятий — Лаодаму; і Дев'ятий та Дванадцятий Атрхіту).